# Informacijska tehnika v zdravstvu
Informacijske tehnologije v zdravstvu so informacijske rešitve za prebivalce, ki s pomočjo informacijsko-komunikacijskih tehnologij omogočajo starejšim, invalidom in bolnim, da dlje časa ostanejo v domačem okolju, so bolj samostojni in olajšajo skrbi svojcem. Omogočajo tudi hitro ukrepanje, s čimer se prepreči najhujše posledice (npr. smrt, infarkt, kap,…). Nekateri sistemi imajo tudi dodatno funkcionalnost za  konzultacije pacientov z zdravniki na daljavo, kar pomembno zmanjšuje čakalne dobe v zdravstvenih ustanovah in zasedenost bolnišnic. Primer take informacijske rešitve za prebivalce mesta Koper je storitev varovanja oseb na daljavo. S staranjem prebivalstva in stresnim načinom življenja, ki povečuje tveganje za nastanek bolezni, hkrati pa z omejenimi sredstvi za zdravstvo, je tovrstna storitev postala zelo iskana. Obstaja več vrst informacijskih storitev v zdravstvu, in sicer:
- eZdravje - zdravstvene storitve v Sloveniji, v katerih so uporabljene IKT tehnologije (npr. rešitve za državljane slovenskega projekta eZdravje[2] (eNaročanje, eRecept, ...), rešitve za čakalnice, kot je npr. Vrstomat,[3] ...)
- mZdravje[4] - zdravstvene storitve v Sloveniji, namenjene za uporabo na mobilnih napravah
- telemedicina - zagotavljanje zdravstvenih storitev na daljavo in oskrba in zdravstvena nega na daljavo[5]

Informacijske storitve v zdravstvu se lahko izvajajo v različnih modelih, to so:
- B2B, angl. Business-to-Business - zdravstveni delavci sodelujejo med seboj. Med storitve pod B2B kategorijo sodijo denimo teleradiologija, telepatologija, teledermatologija, telekirurgija in teleoftalmologija.
- B2P, angl. Business-to-Patient - zdravstveni delavci sodelujejo s pacienti. Med storitve pod B2P kategorijo sodijo denimo telemonitoring, telemetrija, telekonzultacije in teletriaža.[6]